# Cryptocentrum pergracile
Cryptocentrum pergracile är en orkidéart som beskrevs av Rudolf Schlechter. Cryptocentrum pergracile ingår i släktet Cryptocentrum, och familjen orkidéer.
Artens utbredningsområde är Colombia. Inga underarter finns listade i Catalogue of Life.

## Bildgalleri